# Panchaia
Panchaia (griechisch παγχαΐα sc. χώρα, „ganz vortreffliches Land“) bezeichnet eine vom antiken griechischen Philosophen Euhemeros in seinem Werk „Hierà Anagraphé“ beschriebene Insel. Es wird davon ausgegangen, dass Panchaia von Euhemeros erdacht wurde, und man vermutet, dass er sich dabei an Platons Beschreibung von Atlantis orientierte.
Nach der Beschreibung von Euhemeros erreiche man Panchaia, wenn man von Arabia Felix („glückliches Arabien“) auf das Meer (Indischer Ozean) hinausfahre. Es sei die Hauptinsel eines Archipels und wird als äußerst fruchtbar beschrieben. Die dortige Gesellschaftsstruktur erinnert stark an Platons Politeia bzw. an das Ur-Athen in Platons Kritias. Die Bevölkerung sei in drei Klassen eingeteilt gewesen (Priester und Handwerker, Bauern, Soldaten und Hirten). Ebenso wird von einer strengen Kollektivwirtschaft berichtet, die nur Haus und Hof als Privatbesitz zulasse, was im 20. Jahrhundert als antiker Vorläufer des Kommunismus gedeutet wurde.
Auf der Insel gebe es inmitten einer idyllischen Landschaft einen dem Zeus geweihten Tempel, in dessen Inneren eine Inschrift von der „wahren Natur“ der griechischen Götter berichte. Diese seien in Wahrheit lediglich gewöhnliche Sterbliche, die ersten Könige dieses Staates, die sich in irgendeiner Weise herausragend verdient gemacht hätten und deshalb im Nachhinein von der Menschheit vergöttlicht wurden.
Die Insel wird auch von Ovid, Tibull und Vergil erwähnt.